# Mont Daniel
Pour les articles homonymes, voir Daniel.
Le mont Daniel, en anglais Mount Daniel, est une montagne des États-Unis située dans l'État de Washington. Avec 2 426 mètres d'altitude, elle forme le point culminant de la zone des Alpine Lakes, une région montagneuse de la chaîne des Cascades, et des comtés de King et Kittitas.

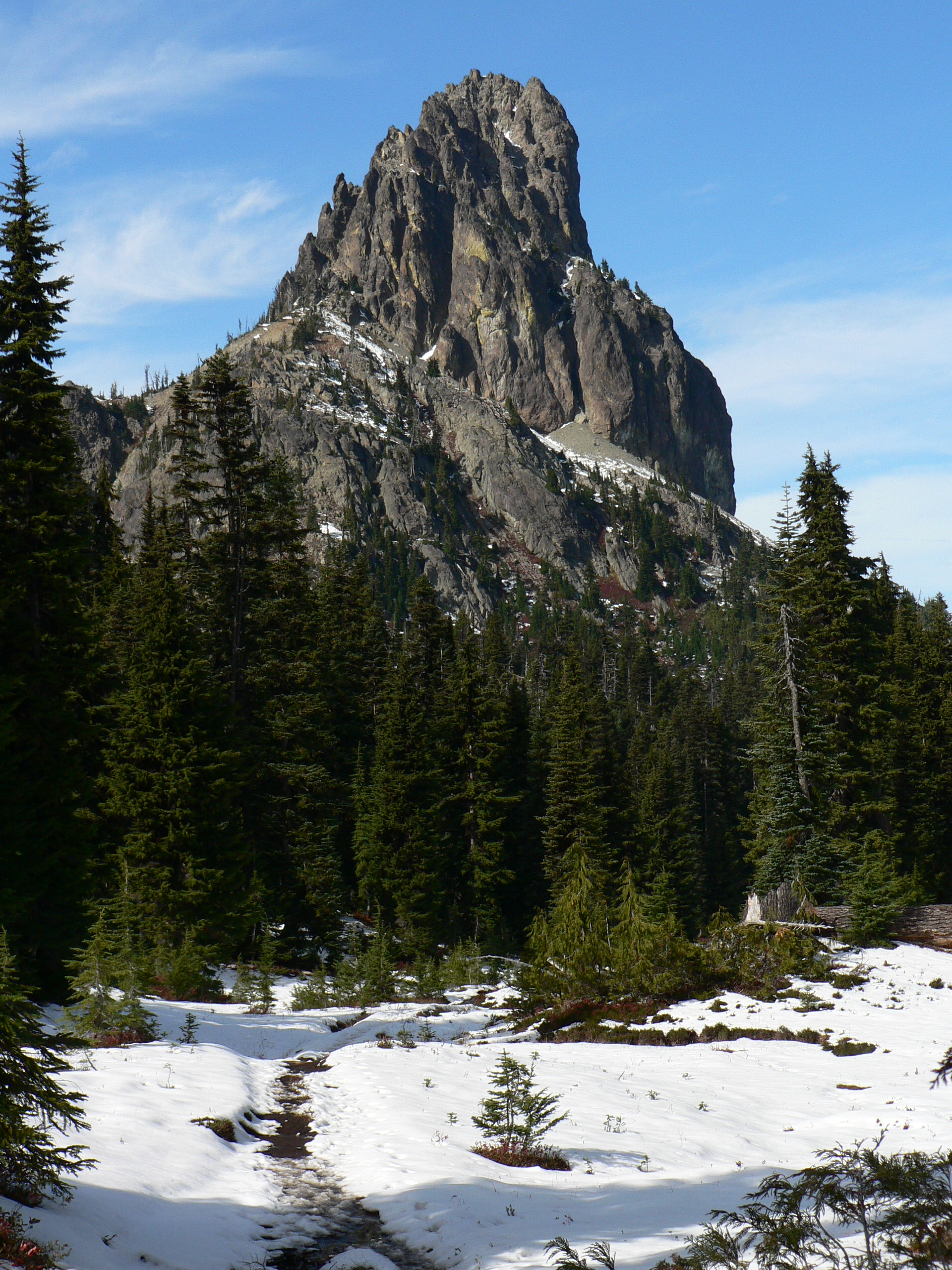
Vue de Cathedral Rock sur les pentes Sud-Est du mont Daniel.